# Araneus enyoides
Araneus enyoides là một loài nhện trong họ Araneidae.
Loài này thuộc chi Araneus. Araneus enyoides được Tord Tamerlan Teodor Thorell miêu tả năm 1877.